# Michel Auder
Michel Auder (* 1945 in Soissons, Frankreich) ist ein französischer Fotograf und Filmemacher. Er lebt und arbeitet in Brooklyn.

## Leben und Werk
Michel Auder hat im Alter von 17 Jahren angefangen zu fotografieren. Seine Faszination für Bilder wurde durch Jean-Luc Godard sowie Andy Warhol inspiriert. Er begann in den 1960er Jahren zu filmen: "Video was a dream I was waiting for and as soon as it happened I got one." (entnommen aus: Excerpts from taped conversations between Michel Auder and Mark Webber, 2000)
Seine Filme befinden sich in vielen privaten und öffentlichen Sammlungen, zum Beispiel in den Anthology Film Archives, New York und wurden unter anderem im New Yorker Museum of Modern Art, im Stedelijk Museum in Amsterdam und im Centre Pompidou in Paris gezeigt. 2008 zeigte Auder seine Werke in Ausstellungen der European Kunsthalle in Köln und im Statens Museum for Kunst in Kopenhagen. Im November gewann der Franzose mit The Feature (Kooperation mit Andrew Neel) den “New Vision Award” beim Kopenhagener CPH:DOX Film Festival 2009.

## The Feature
"The Feature" ist Auders bisher größtes Werk. Der 184-minütige Film zeigt Lebensszenen des Künstlers von Beginn seines Schaffensprozesses als Filmemacher bis zu Ereignissen aus der Factory-Szene im Kreise von Andy Warhol. Auder bringt seine Erinnerungen und Beobachtungen zu einem collagenartigen Film zusammen und schafft damit eine surrealistische Variante des biografischen Films. "The Feature" wurde unter anderem im MOMA New York, im Anthology Film Archive New York und 2008 bei der Berlinale in Berlin gezeigt.

“Usually, you eat, you get laid, you’re worried about money, you have money, you’re happy, you’re sad, you cry, you have more sex, if you’re lucky, and then, you know, there’s nothing left in life, it’s just what it is.”

## Einzel Screenings und Ausstellungen (Auswahl)
- 2000 The Vanuatu Chronicles, AC Project Room, New York
- 2000 Jacob Fabricius-Nicolaï Wallner Gallery, Kopenhagen
- 2000 Kunsthalle St. Gallen, Schweiz
- 2000 Thread Waxing Space, New York (cat.)
- 2000 Anthology Film Archives, New York
- 2001 Michel Auder: Video, Film, Photography 1969–2001, Rooseum Center for Contemporary Art, Malmö, Schweden
- 2001 Portrait of Alice Neel, Philadelphia Museum of Art
- 2001 Museum of Modern Art, New York
- 2002 Michel Auder: Retrospective 1969–2002, The Renaissance Society at the University of Chicago
- 2003 Michel Auder: Secret Sharer, Participant Inc., New York
- 2003 Michel Auder: Selected Works 1970–2003, Anthology Film Archives, New York
- 2004 Michel Auder: Chronicles and Other Scenes, Williams College Museum of Art, MA
- 2005 Other Things with Michel Auder, Ocularis, Brooklyn, NY (curated by Sabrina Gschwandtner)
- 2005 Retrospective at 11th Biennial of Moving Images, Geneva
- 2005 Michel Auder: Viewer and Participant, Friche la Belle de Mai, Marseille
- 2006 Yvon Lambert, Paris
- 2006 Midway Contemporary Art, Minneapolis, MN
- 2006 The World Out of My Hands, Newman Popiashvili Gallery, New York
- 2007 Extra City, Antwerp, Belgium
- 2007 Dope and Narcotica Series, Galleria Fonti, Naples, Italy
- 2007 Freunde der Deutschen Kinemathek, Berlin
- 2008 European Kunsthalle, Cologne, Germany (curated by Anders Krueger)
- 2008 The Weather Channel, Newman Popiashvili Gallery, NY
- 2009 Cubitt, London (upcoming)
- 2009 Athens Biennial, Athens, Greece (upcoming)
- 2009 The Museum of Modern Art, New York
- 2009 IMAI special screening @ Art Cologne, Köln
- 2009 Heads of the Town, ScheiblerMitte, Berlin
- 2013 Stories, Myths, Ironies, and Other Songs: Conceived, Directed, Edited, and Produced by M. Auder, Kunsthalle Basel
- 2017 documenta 14
- 2017 Videoart at Midnight, Berlin